# Dualita pojmů
V teorii uspořádání je nápadně mnoho dvojic pojmů, které se od sebe liší pouze „otočením znaménka nerovnosti“. Takové pojmy jsou označovány jako duální.
Duální pojmy mají tu výhodu, že jakýkoliv výsledek (matematická věta) pro jeden z nich má svoji duální podobu pro druhý z nich – stačí otočit znaménko a použít duálních pojmů i pro ostatní pojmy, které se ve větě nebo důkazu věty vyskytují.
Dualita se též používá v teorii kategorií, kdy např. kolimita je definovaná stejně jako limita, „až na obrácení šipek“. Obdobně koprodukt jako produkt, koextenze jako extenze, pushout jako pullback (takže by se systematicky mohl jmenovat „kopullback“) atd.

## Seznam dvojic duálních pojmů v teorii uspořádání
- nejmenší prvek a největší prvek
- minimální prvek a maximální prvek
- infimum a supremum
- minoranta a majoranta
- zdola omezená množina a shora omezená množina
- dolní množina a horní množina
- dolů usměrněná množina a nahoru usměrněná množina
- ideál a filtr
- prvoideál a ultrafiltr